# جامعة إيهوا للإناث
جامعة إيهوا النسائية هي ثاني أكبر مؤسسة تعليمية للإناث في العالم، وواحدة من أشهر وأكبر المؤسسات الجامعية المرموقة للتعليم العالي في وسط مدينة سيول بكوريا الجنوبية. تأسست الجامعة في عام 1886 من قبل المبشرة الأمريكية الأسقفية الميثودية ماري إف. سكرانتون.

### تطوير الجامعة

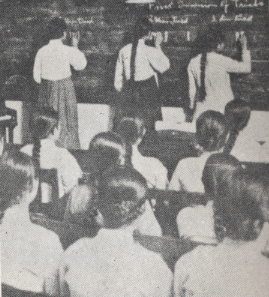
شابات يدرسن في جامعة إيهوا النسائية سنة 1932

### كليات الجامعة

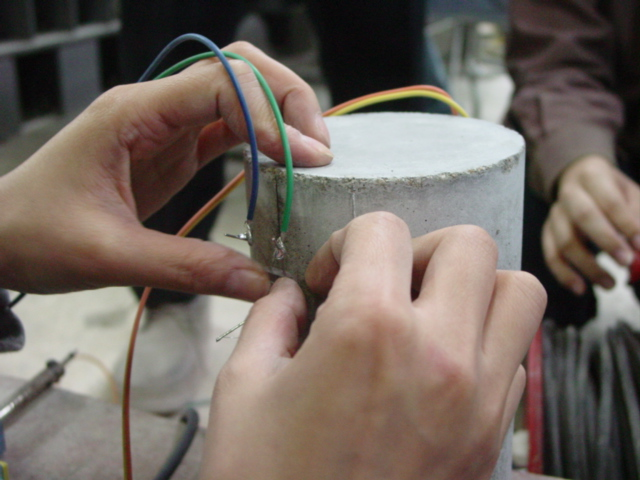
كلية الهندسة المعمارية بجامعة إيهوا النسائية

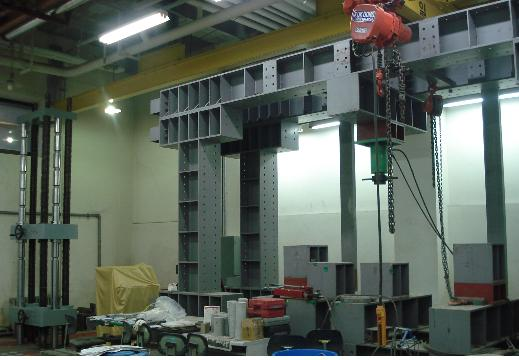
كلية الهندسة المعمارية

### أقسام البحوث

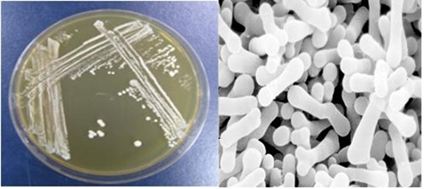
مركز البحث العلمي في العلوم الغذائية

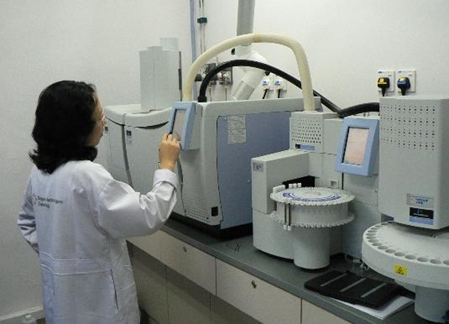
مركز البحث العلمي في العلوم الغذائية التابع لجامعة إيهوا النسائية في كلية الهندسة المعمارية

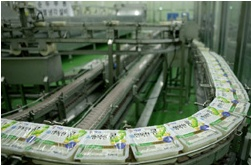
مركز البحث العلمي في العلوم الغذائية التابع لجامعة إيهوا النسائية

### الحياة الطلابية

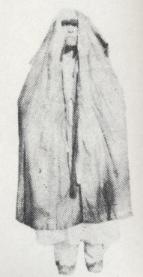
الزي المدرس بمعهد إيهوا للطالبات سنة 1900

## خريجون بارزون

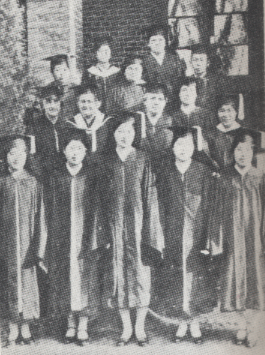
فوج متخرج من جامعة إيهوا النسائية سنة 1920

- المليونيرة المنتحرة إي ين هيونغ وريثة رئيس مجموعة سامسونج
- لي تاي يونغ أول محامية أنثى وأول قاضية في كوريا الجنوبية سنة 1936
- السيدة الأولى السابقة لجمهورية كوريا الجنوبية كيم يون أوك زوجة الرئيس السابق إي ميونغ باك سنة 1970
- عارضة الأزياء والممثلة الجنوب كورية كلوديا كيم
- هان ميونغ سوك رئيسة وزراء كوريا الجنوبية من سنة 2006 و2007.
- تشوي بو ممثلة كوريا الجنوبية في مسابقة ملكة جمال العالم 2008 في جنوب أفريقيا

## معرض الصور

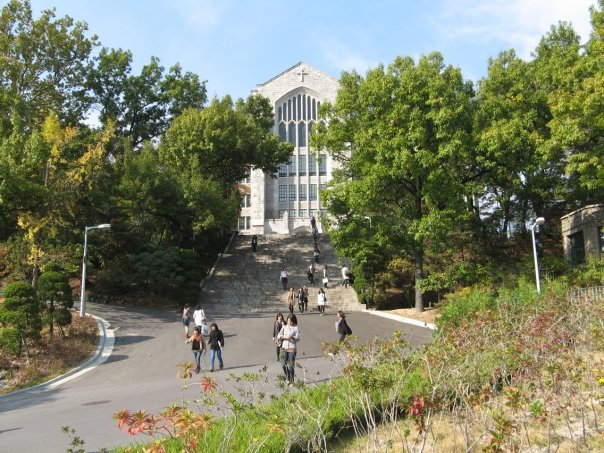
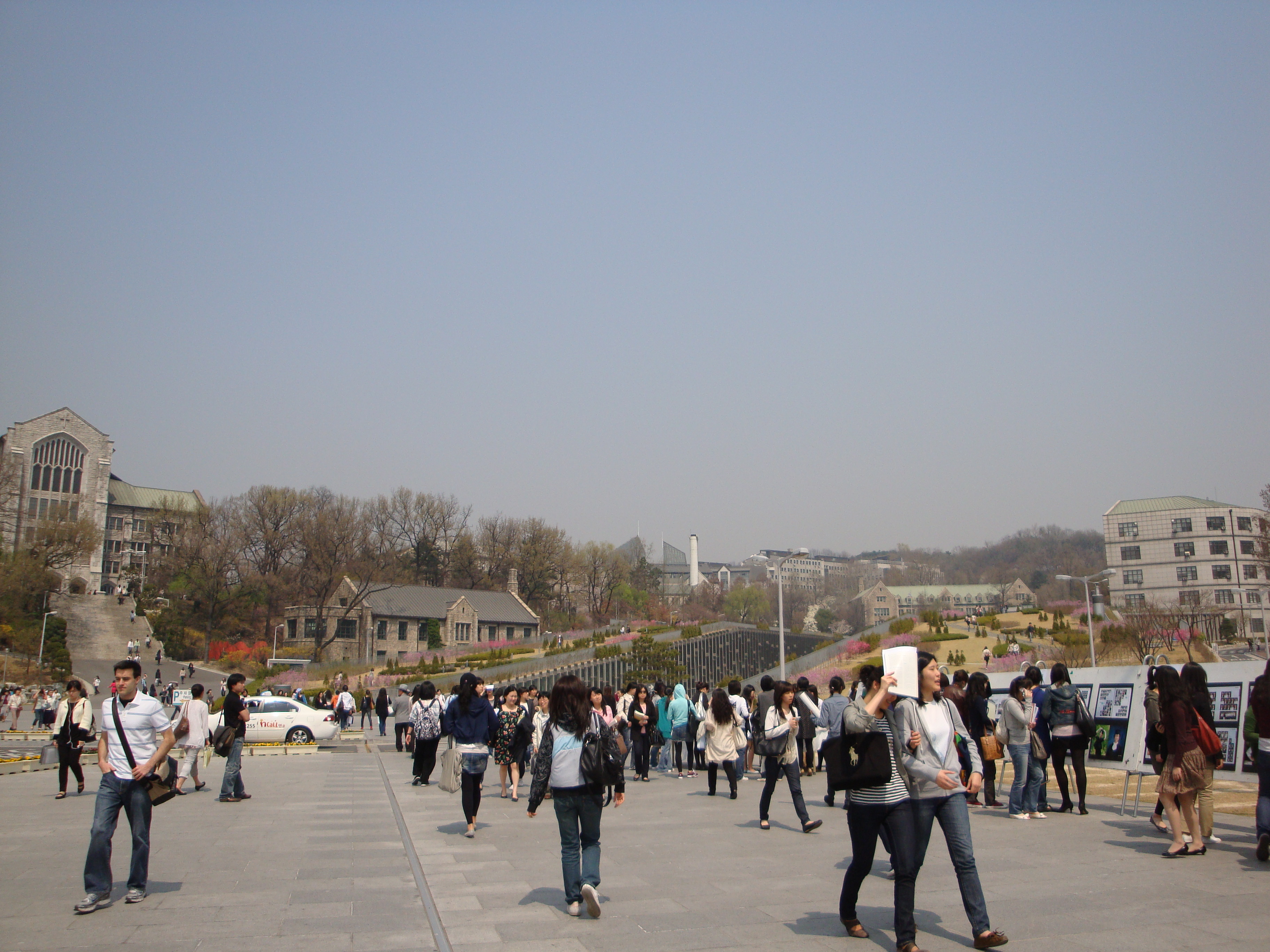
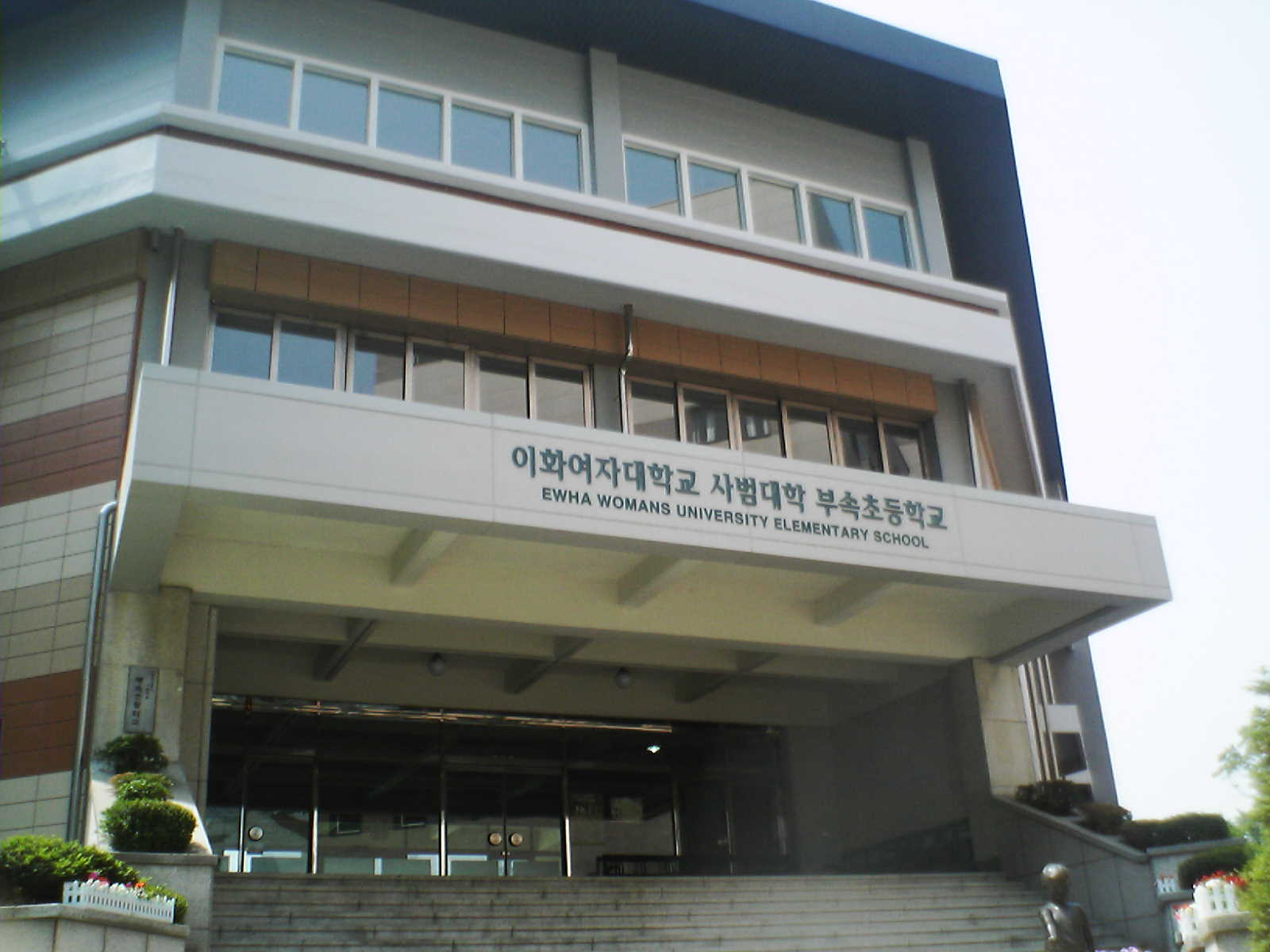
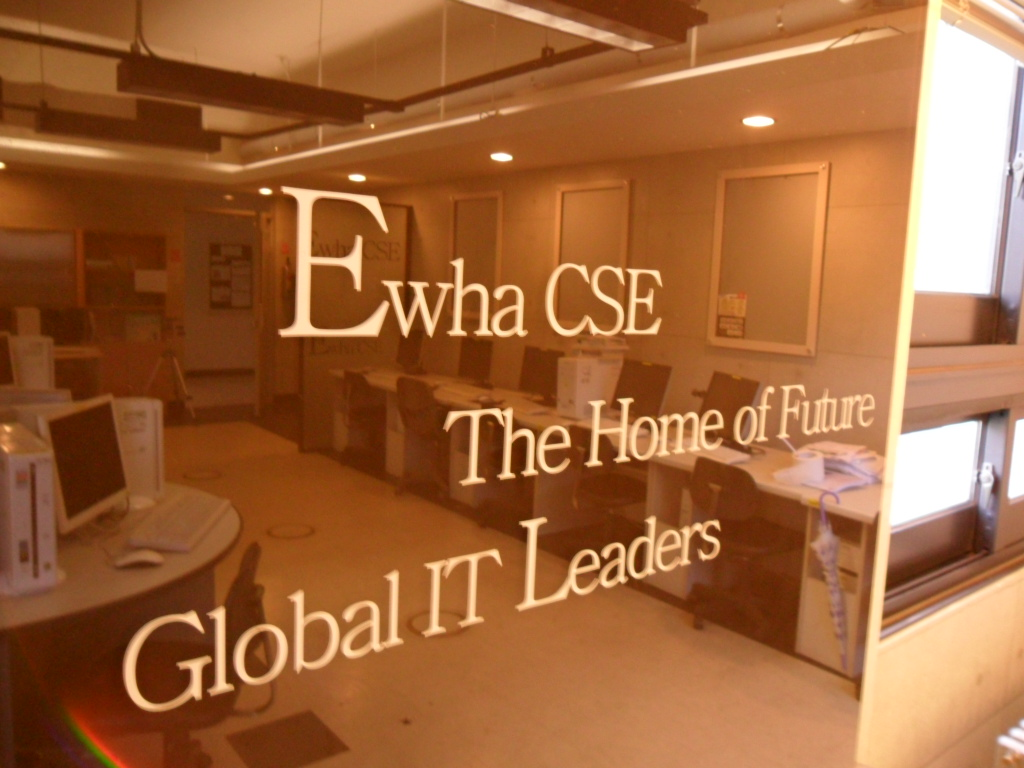
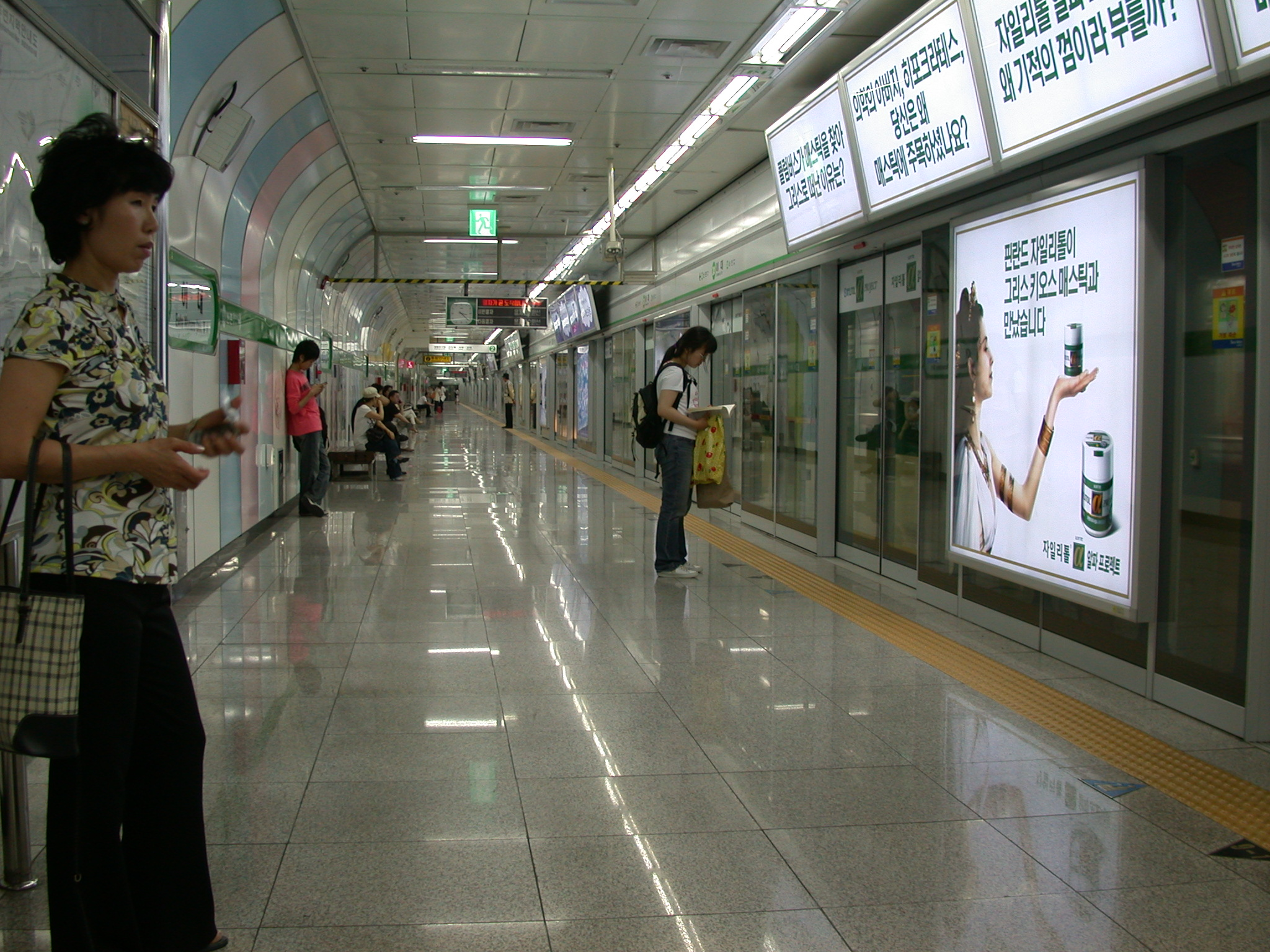
خط المترو المؤدي إلى جامعة إيهوا النسائية
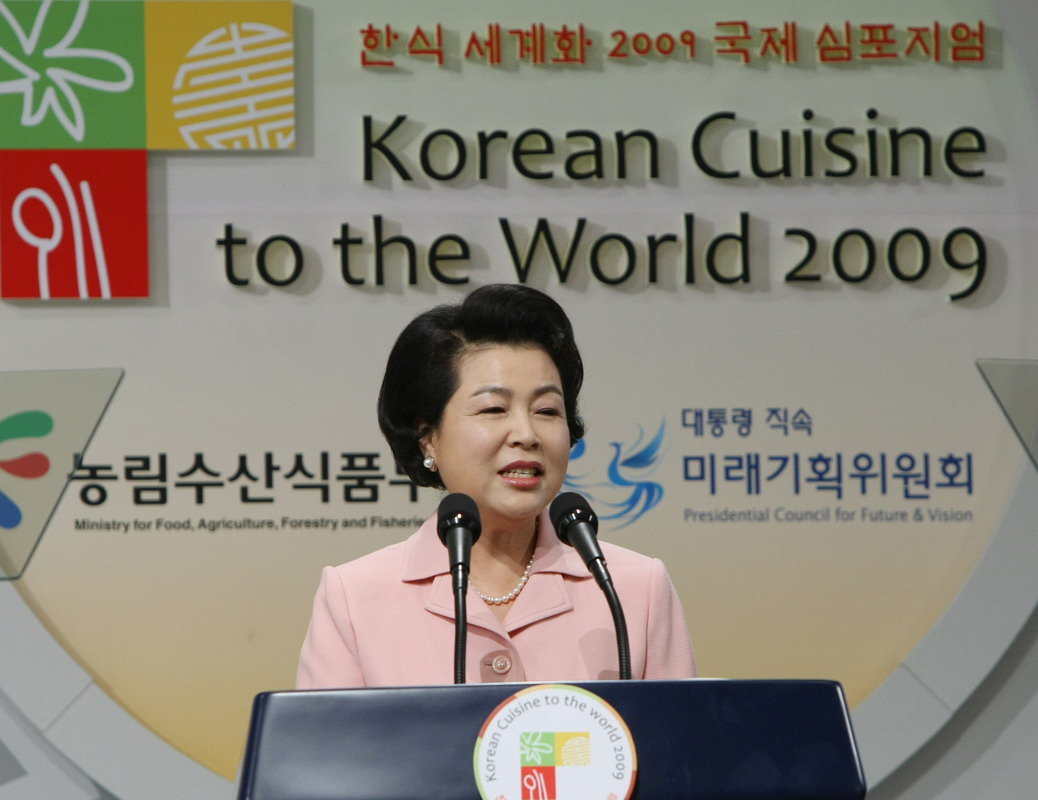
السيدة الأولى السابقة لجمهورية كوريا الجنوبية كيم يون أوك زوجة الرئيس السابق إي ميونغ باك
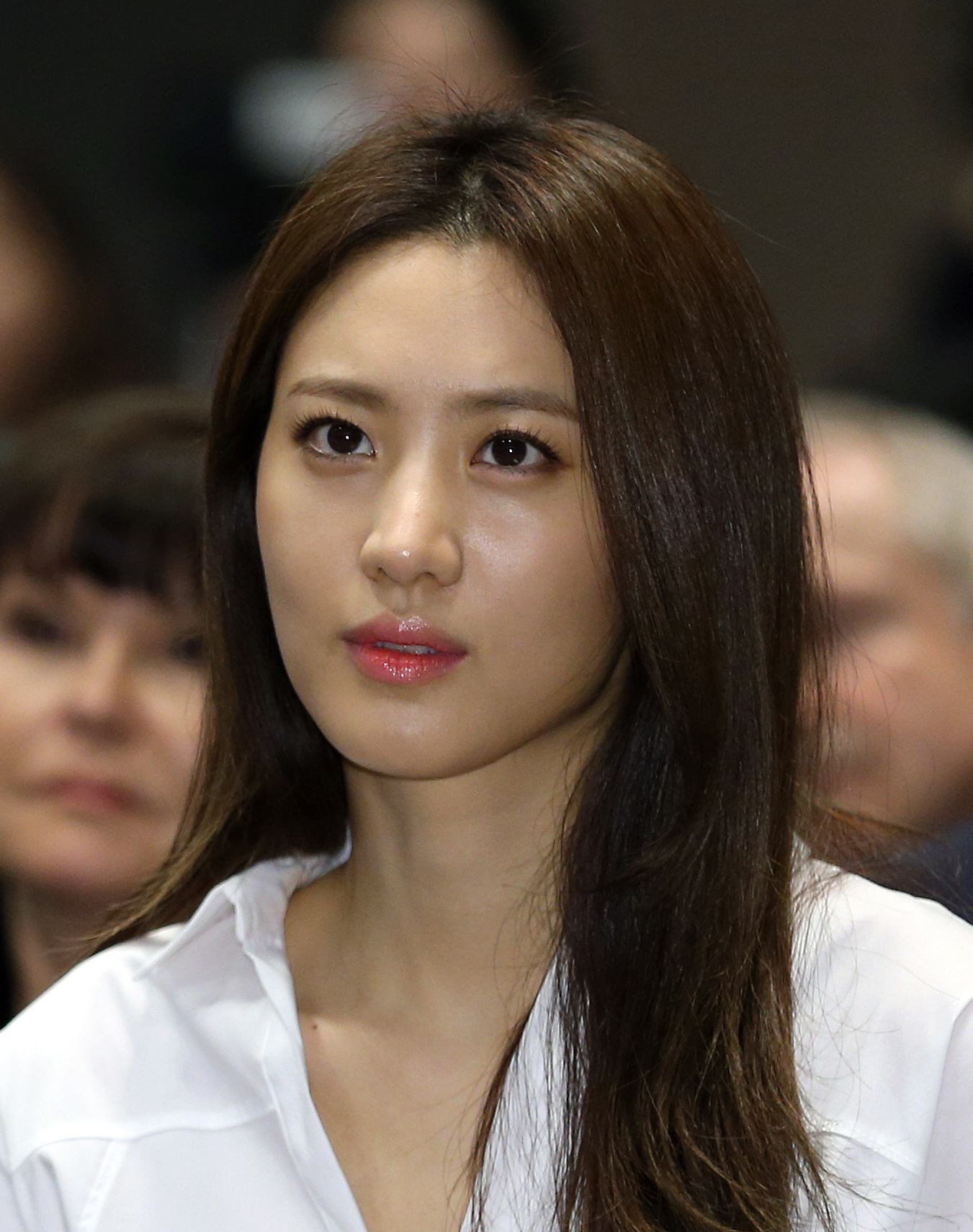
عارضة الأزياء والممثلة الجنوب كورية كلوديا كيم
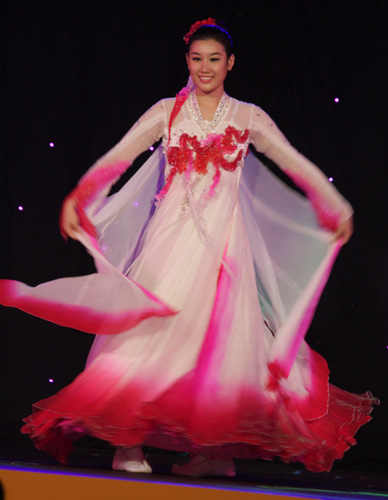
تشوي بو ممثلة  كوريا الجنوبية في مسابقة ملكة جمال العالم 2008 في جنوب أفريقيا

### جامعات كوريا الجنوبية
جامعة إنشيون
جامعة كوريا

### جامعات وكليات نسائية
جامعة الأحفاد للبنات
جامعة الأميرة نورة بنت عبد الرحمن
جامعة الزهراء
كلية سانت ماري
جامعة زايد

## وصلات خارجية
الملحق الثقافي لدى كوريا الجنوبية يلتقي برئيسة جامعة إيهوا النسائية
موقع المركز الطبي التابع للجامعة